# Михайлов, Владимир Петрович (киновед)
Влади́мир Петро́вич Миха́йлов (29 июня 1928, Москва — 23 мая 1998, там же) — советский и российский историк кино, киновед, архивист, специалист по документальному кино, первый исследователь советской фронтовой кинохроники.

## Биография
Родился в Москве.
Выпускник Московского государственного историко-архивного института.
Работал во Всесоюзном научно-исследовательском институте искусствознания (с 1995 года — Государственный институт искусствознания) в секторе кино. Кандидат исторических наук (1955).
Помимо научных публикаций, кинорецензий и редакторской работы
Михайлов был первым собирателем и  исследователем материалов о работе советских фронтовых киногрупп Великой Отечественной войны и фронтовых кинооператоров. 

Он первым из киноведов начал серьёзно, по-настоящему фундаментально и с какой-то особой любовью изучать удивительный феномен советской фронтовой кинохроники. Эту тему он неутомимо изучал, начиная с тех лет, когда учился в Историко-архивном институте и до последних дней своей жизни.
— Валерий Фомин, «Плачьте, но снимайте! Советская фронтовая кинохроника 1941—1945 гг.» 2018
Досконально анализируя сохранившиеся монтажные листы участников фронтовых съёмок, он выявил 308 операторов и ассистентов, а также 107 административных киноработников, режиссёров, звукооператоров, бывших в составе фронтовых групп — всего 415 имён против «около 260 человек», указанных в Кино. Энциклопедическом словаре (1987). Установленные Михайловым новые данные о численном составе фронтовой кинохроники при его жизни так и не были опубликованы.
Среди нас он был самый скрупулёзный человек: заводил картотеки, собирал вырезки из газет, какие-то бумажки, копировал и досконально переписывал от руки.
Методичность подхода В. Михайлова в изучении фронтовой кинохроники отмечает в своей монографии «Создатели фронтовой кинолетописи» (2016) российский историк кино А. Дерябин, также задавшийся целью определить численности фронтовых операторов:
Другие исследователи советской эпохи (за исключением В. П. Михайлова) себя никакими подсчётами не обременяли и попросту повторяли данные, опубликованные А. А. Лебедевым.Александр Дерябин, «Создатели фронтовой кинолетописи» 2016
Член Союза кинематографистов СССР с 1968 года, затем Союза кинематографистов России.
В. Михайлов скончался 23 мая 1998 года в Москве.

### Семья
Был женат, воспитал дочь.

## Избранная библиография
- История организации кино-фотодокументальных материалов в государственных архивах СССР, 1917—1941 гг. // диссертация кандидата исторических наук. — М.: б. и., 1955. — 352 с.
- Кинопериодика // Ежегодник кино. 1958 / редкол. С. В. Дробашенко (отв. ред.). — М.: Искусство, 1960. — С. 88—102. — 470 с. — 5000 экз.
- О некоторых проблемах телевизионной публицистики // Из опыта пропаганды по телевидению новой экономической реформы. — Комитет по радиовещанию и телевидению при Совете Министров СССР. Научно-методический отдел; Вып. 3. — М.: б. и., 1966. — 55 с.
- Из истории кино // Материалы и документы. Вып. 7 / ред. кол.: С. С. Гинзбург (отв. ред.). — М.: Академия наук СССР, 1968. — С. 23—38. — 206 с.
- Документальное кино РСФСР // История советского кино // в 4 т. — М.: Искусство, 1978. — Т. 4: 1952—1967.
- Сталинская модель управления кинематографом // Кино // политика и люди (30-е годы) / Сборник / отв. ред. Л. Х. Маматова; предисл. А. Адамовича. — Научно-исследовательский институт киноискусства. — М.: Материк, 1995. — С. 9—25. — 229 с. — ISBN 5-85646-022-7.
- Рассказы о кинематографе старой Москвы / отв. ред. Ф. Фомин, В. Трояновский. — НИИ киноискусства Госкино России. — М.: Материк, 1998. — 289 с. — 1000 экз. — ISBN 5-85646-033-2.
- Рассказы о кинематографе старой Москвы. — 2. изд. — М.: Материк, 2003. — 277 с. — ISBN 5-85646-083-9.

В соавторстве
- Дробашенко С. В. Хроникально-документальное кино // История советского кино. 1917—1967 // В 4 т. / ред. коллегия: Х. Абул-Касымова и др. — М.: Искусство, 1973. — Т. 2: 1931—1941. — 509 с.
- Дробашенко С. В. Хроникально-документальное кино // Вопросы киноискусства // Сборник статей. — Академия наук СССР, Институт истории искусств; Вып. 15. — М.: Искусство, 1974. — 326 с.
- Дробашенко С. В. Хроникально-документальное кино // Вопросы киноискусства // Сборник статей. — Академия наук СССР, Институт истории искусств; Вып. 16. — М.: Искусство, 1975. — 301 с.
- Дробашенко С. В., Слободян Н. И. Хроникально-документальное кино в годы войны // История советского кино. 1917—1967 // В 4 т. / ред. коллегия: Х. Абул-Касымова и др. — М.: Искусство, 1975. — Т. 3: 1941—1952.
- Дробашенко С. В. Хроникально-документальное кино в послевоенные годы // История советского кино. 1917—1967 // В 4 т. / ред. коллегия: Х. Абул-Касымова и др. — М.: Искусство, 1975. — Т. 3: 1941—1952.
- Остроумова С. С., Сущинский В. А. Фронтовой кинорепортаж / пред. С. В. Дробашенко. — Научно-исследовательский институт теории и истории кино. — М.: б. и., 1977. — 167 с.
- Будяк Л. М. Адреса московского кино // Краткий путеводитель. — М.: Московский рабочий, 1986. — 349 с. — 50 000 экз.
- Цена кадра. Каждый второй — ранен, каждый четвёртый — убит // Советская фронтовая кинохроника 1941—1945 гг. / Документы и свидетельства / авторы-составители: В. П. Михайлов, В. И. Фомин. — Министерство культуры Российской Федерации, НИИ Киноискусства. — М.: Канон+, РООИ «Реабилитация», 2010. — 1046 с. — 800 экз. — ISBN 978-5-88373-252-6.

## Награды
- премия Гильдии киноведов и кинокритиков России (1997) в категории «Теория и история кино» — за книгу «Рассказы о кинематографе старой Москвы»[15];
- диплом Гильдии киноведов и кинокритиков России (2010) в категории «История кино» (посмертно) — совместно с В. И. Фоминым за сборник «Цена кадра: каждый второй — ранен, каждый четвёртый убит // Советская фронтовая кинохроника 1941—1945 гг.» (2010)[16];
- диплом и памятная медаль имени А. А. Ханжонкова Дома Ханжонкова и Гильдии продюсеров и организаторов кинопроцесса Союза кинематографистов России[1];

## Память
На основе архива, собранного В. Михайловым и перешедшего после его смерти к Валерию Фомину, последним в 2018 году издана книга «Плачьте, но снимайте! Советская фронтовая кинохроника 1941—1945 гг.». Автор-составитель В. Фомин посвятил книгу памяти товарища: «Посвящается светлой памяти Владимира Петровича Михайлова — коллеги и старшего друга, первого исследователя советской фронтовой кинохроники» — напечатано на фронтисписе.
В книге также опубликованы подготовленные В. Михайловым тексты — предисловия к разным периодам войны.

## Комментарии
1. ↑  В полнометражном фильме ЦСДФ к 30-летию Победы «Рядом с солдатом» (1975) упоминаются 257 фронтовых операторов и ассистентов[12], в статье А. А. Лебедева для Кино. Энциклопедического словаря (1987) значится «около 260 человек» — последняя на тот момент публикация[11][13].
2. ↑  По версии В. Фомина архивные папки могли попасть к Михайлову в годы перестройки, «когда случился разгром прославленной Центральной студии документальных фильмов и десятилетиями собираемый и бережно хранимый на этой студии архив фронтовых операторов оказался ненужным…»[17].